# Зиаабад
Зиааба́д (перс. ضیاءآباد‎) — небольшой город на северо-западе Ирана, в провинции Казвин. Входит в состав шахрестана Такестан.

## География
Город находится в западной части провинции, в долине реки Эбхерруд, на расстоянии приблизительно 57 километров к юго-западу от Казвина, административного центра провинции и на расстоянии 160 километров к западу-северо-западу (WNW) от Тегерана, столицы страны. Абсолютная высота — 1388 метров над уровнем моря.

## Население
По данным переписи 2006 года численность населения составляла 8 385 человек.

## Транспорт
Ближайший аэропорт расположен в городе Казвин.